# إسويط بالميري
إسويط بالميري (الاسم العلمي:Isoetes palmeri) هو نوع من النباتات يتبع جنس المتسانية من فصيلة المتسانيات.